# Eremocoris opacus
Eremocoris opacus är en insektsart som beskrevs av Van Duzee 1921. Eremocoris opacus ingår i släktet Eremocoris och familjen Rhyparochromidae. Inga underarter finns listade i Catalogue of Life.